# Илон Маск
Илон Рив Маск (енгл. Elon Reeve Musk; Преторија, 28. јун 1971) је јужноафричко-амерички предузетник и инжењер. Оснивач је, директор и главни инжењер/дизајнер компаније Спејс екс; саоснивач, директор и дизајнер производа у компанији Тесла; саоснивач и директор Неуралинка; и саоснивач Пејпала. У децембру 2016. заузео је 21. место на Форбсовој листи најмоћнијих људи света. Од јануара 2019. године, његово нето богатство процењено је на 21,4 милијарди долара, а 2018. године био је на 54. месту на Форбсовој листи најбогатијих људи на свету. Од јануара 2021. године, заузео је 1. место најбогатијих људи на свету.
Рођен је и одрастао у Преторији у Јужноафричкој Републици, а преселио се у Канаду кад је имао 17 година, како би се школовао на Универзитету Квинс у Кингстону. Две године касније, пребачен је на Универзитет Пенсилваније, где је дипломирао економију у Вартон школи и физику на Факултету за уметност и науку. Године 1995. започео је докторске студије из примењене физике и наука о материјалима на Универзитету Станфорд, али је одустао након 2 дана како би започео предузетничку каријеру. Касније је основао софтверску компанију Zip2, коју је 1999. године купио Compaq за 340 милиона долара. Маск је тада основао X.com, интернет банку, која је спојена са Confinity 2000. године, а касније те године је постала Пејпал. Ибеј је купио Пејпал у октобру 2002. године за 1,5 милијарди долара.
Маја 2002. године, Маск је основао аеронаутичку компанију Спејс екс, чији је директор и главни дизајнер. Помогао је у финансирању компаније Тесла моторс, произвођача електричних возила и соларних панела, а 2003. године постао је њен директор и архитекта производа. Инспирисао је стварање SolarCity-а 2006. године. Маск је 2015. године суосновао OpenAI, непрофитну истраживачку компанију која има за циљ промовисање пријатељске вештачке интелигенције. Јула 2016. године, суосновао је Неуралинк, неуротехнолошку компанију фокусирану на развој интерфејса између мозга и рачунара, и њен је главни извршни директор. Децембра 2016. године, Маск је основао The Boring Company, компанију за изградњу инфраструктуре и тунела.
Осим ових послова, осмислио је супер-брзи транспортни систем познат под називом Хајперлуп, а предложио је вертикално узлетање и слетање суперсоничних авиона са електричним пропулзијама вентилатора, познатим као Масков електрични млаз. Маск је изјавио да је његова визија да промени свет и човечанство смањивањем глобалног загревања, коришћењем одрживе енергије и смањивање ризика „људског истребљења” колонизацијом Марса.
Купио је Твитер октобра 2022. за 44 милијарде долара.

## Биографија

### Детињство
Маск је рођен 28. јуна 1971. године у Преторији, граду провинције Трансвал у Јужноафричкој Републици као син канадског модела и нутриционисте Меје Маск и Ерола Маска - јужноафричког електромеханичара, пилота и морнара. Има млађег брата Кимбала (рођеног 1972. године) и млађу сестру Тоску (рођену 1974. године). Бака са очеве стране била је Британка, а деда са мајчине стране био је Американац из Минесоте. Након развода родитеља 1980. године, углавном је живео са оцем у предграђу Преторије, којег је Маск изабрао две године након што су се његови родитељи растали, али сада каже да је то била грешка. Као одрасла особа, прекинуо је све односе са оцем, којег назива „ужасним људским бићем”. Има полусестру и полубрата.
Током детињства био је страствен читалац. Са десет година развио је интересовање за рачунаре уз Комодор VIC-20. Самостално је научио програмирање са 10 година, а до 12. године продао је видео-игру, коју је назвао Blastar, магазину PC and Office Technology за око 500 америчких долара. Верзија ове игре доступна је на интернету. У детињству је читао циклус књига Ајзака Асимова, Задужбина, из којих је извукао поруку да „треба покушати предузети низ акција које би могле продужити цивилизацију, смањити могућност доласка мрачног доба и смањити дужину трајања мрачног доба ако оно постоји”.
Маск је био тешко злостављан током детињства и једном је био хоспитализован када га је група дечака бацила низ степенице, а затим тукла све док није изгубио свест.
Похађао је основну и средњу школу у Перторији. Иако је Масков отац инсистирао да Илон иде на факултет у Преторији, Маск је био одлучан да се пресели у САД. Како наводи: „Сећам се да сам размишљао и видео да је Америка место где су велике ствари могуће, више него било која друга земља на свету”. Знао је да ће из Канаде лако стићи у САД, те се јуна 1989. године, са седамнаест година, преселио у Канаду где је добио канадско држављанство преко своје мајке.

### Образовање
Са седамнаест година преселио се у Канаду како би похађао Универзитет Квинс у Кингстону, Онтарио, те је тако избегао обавезну службу у јужноафричкој војсци. Пребацио се на Универзитет Пенсилваније 1992. године, где је дипломирао физику и економију.
Преселио се у Калифорнију 1995. године и тамо почео докторску дисертацију из области примењене физике и науке о материјалима на Универзитету Станфорд коју је напустио два дана касније да би отпочео своју предузетничку каријеру из области интернета, одрживих енергија и свемира. Добио је америчко држављанство 2002. године.

## Каријера

### Zip2
Године 1995. Маск и његов брат Кимбал основали су софтверску интернет компанију, Zip2, од новца који су сакупили од добровољних инвеститора. Компанија је напредовала и успели су да добију уговоре са часописима Њујорк тајмс и Чикаго трибјун. Док је био у Zip2, Маск је хтео да постане главни извршни директор; међутим, ниједан од чланова одбора то није дозволио. Компанија Compaq купила је Zip2 за 307 милиона америчких долара у готовини и 34 милиона у берзанским опцијама фебруара 1999. године. Маск је добио 22 милиона долара за својих седам процената од продаје.

### X.com и Пејпал
У марту 1999. године, Маск је са 10 милиона долара од продаје Zip2 учествовао у оснивању X.com, компаније за онлајн финансијске услуге и плаћање путем електронске поште. Годину дана касније компанија се спојила са компанијом Confinity, која је имала услугу за пренос новца под називом Пејпал. Сједињене компаније усредсредиле су се на Пејпал услуге и 2001. године променили су назив у Пејпал. Убрзани раст компаније био је вођен виралном маркетиншком кампањом где су нови корисници регрутовани када би примили новац путем услуге. Маск је свргнут са места главног извршног директора у октобру 2002. године (иако је остао у одбору), због неслагања са осталим руководством компаније, посебно због његове жеље да премести Пејпал услуге са Јуникс базиране инфраструктуре на Microsoft Windows. У октобру 2002. године, Пејпал је купљен од стране Ибеја за 1,5 милијарди долара, од којих је Маск добио 165 милиона. Пре продаје, Маск, који је био највећи акционар у компанији, поседовао је 11,7% деоница Пејпала.
Јула 2017. године, Маск је купио домен x.com од Пејпала за необјављен износ, наводећи да то за њега има сентименталну вредност.

### Спејс екс
Маск је, 2001. године, осмислио Mars Oasis, пројекат за спуштање минијатурне експерименталне стаклене баште на Марс, која садржи усеве који расту на Марсовом реголиту, у покушају да поврати интерес јавности за истраживање свемира. Октобра 2001. године, Маск је отпутовао у Москву са Џимом Кантрелом и Адиом Ресијем, како би купио обновљене Дњепар интерконтиненталне балистичке ракете које би могле послати предвиђени терет у свемир. Група се састала са компанијама као што су НПО Лавочкин и Космотрас; међутим, према Кантрелу, Маск је виђен као почетник и због тога га је један од главних руских дизајнера пљунуо, а група се вратила у САД празних руку. У фебруару 2002. године, вратили су се у Русију како би потражили три интерконтиненталне балистичке ракете, а овај пут су повели и Мајка Грифина. Грифин је радио за CIA-ину подружницу ризичног капитала, In-Q-Tel, као и за Насину Лабораторију за млазни погон, а управо је напуштао Orbital Sciences, творца сателита и свемирских летелица. Група се поново састала са Космотрасом и понуђена им је једна ракета за 8 милиона долара; међутим, Маск је то сматрао прескупим, те је због тога изјурио са састанка. На повратку из Москве, Маск је схватио да би могао основати компанију која би могла да прави приступачне ракете које су му потребне. Према раном Теслином и Спејс ексовом инвеститору Стиву Јурветсону, Маск је израчунао да су сировине за изградњу ракете заправо биле само 3% од продајне цене ракете у то време. Заључено је да, теоретски, уз примену вертикалне интеграције и модуларног приступа из софтверског инжењерства, Спејс екс може смањити почетну цену за десет пута и још увек добити 70% бруто марже. На крају је Маск основао Спејс екс са дугорочним циљем стварања праве цивилизације која путује свемиром. 
Са 100 милиона долара свог богатства, Маск је основао Space Exploration Technologies, односно Спејс екс, у мају 2002. године. Маск је главни извршни директор и главни технолошки директор предузећа, са седиштем у Хоторну, у Калифорнији. Спејс екс развија и производи свемирске ракете-носаче са нагласком на унапређивање стања ракетне технологије. Компанијине прве две лансиране ракете су Фалкон 1 и Фалкон 9 (по свемирском броду „Millenium Falcon” из филма Звездани ратови), а прва летелица је Драгон (референца из анимираног филма „Puff the Magic Dragon”). За седам година, компанија је дизајнирала серију Фалкон ракета-носача и Драгон вишенаменску летелицу. У септембру 2008. године, Фалкон 1 ракета постала је прва приватно финансирана летелица на течно гориво која је поставила сателит у Земљину орбиту. Драгон летелица се, 25. маја 2012. године, спојила са Међународном свемирском станицом (МСС), и тако је Спејс екс постала прва комерцијална компанија која је лансирала и спојила летелицу са Међународном свемирском станицом.
Године 2006, Спејс екс је добио уговор са НАСА-ом за наставак развоја и испитивања Фалкон ракета-носача и Драгон летелице за превоз терета на Међународну свемирску станицу. Уследио је уговор са НАСА-ом од 1,6 милијарди долара 23. децембра 2008. године за дванаест летова Фалкон 9 ракета и Драгон летелице, чиме је замењен амерички спејс-шатл који је повучен из употребе 2011. године. Транспорт астронаута на МСС тренутно обавља Сојуз, али Спејс екс је једна од две компаније која има уговор са НАСА-ом као део Commercial Crew Development програма, који има за циљ да развије могућност транспорта америчких астронаута до 2018. године.
Маск је веровао да је кључ приступачних свемирских путовања у прављењу ракета које се поново могу искористити, иако већина стручњака у свемирској индустрији није веровала да су ракете за вишекратну употребу могуће или изводљиве. Спејс екс је успешно слетео прву фазу Фалкон ракете назад на лансирну рампу 22. децембра 2015. године. То је био први пут у историји да је такав подухват постигнут са орбиталном ракетом и представља значајан корак ка поновној употреби ракета снижавајући трошкове приступа свемиру. Ова прва фаза опоравка је поновљена неколико пута 2016. године, слетањем на аутономни свемирски беспилотни брод, на платформу за опоравак која плута у океану, а до краја 2017. године, Спејс екс је слетео и опоравио прву фазу у 16 мисија у низу где је покушано слетање и опоравак, укључујући свих 14 покушаја у 2017. години. Опорављено је 20 од 42 прве фазе Фалкон 9 појачивача од почетка лета Фалкон 9 ракете у 2010. години. У 2017. години, Спејс екс лансирао је 18 успешних летова Фалкон 9, више него удвостручујући највиши број од 8 летова из претходне године.
Спејс екс је, 6. фебруара 2018. године, успешно лансирао Фалкон Хеви, четврту по реду ракету са највећим капацитетом икада направљену (после Сатурн V, Енергија и Н1) и најмоћнију ракету која је у функцији од 2018. године. На инаугуралној мисији, ракета је носила Масков електронски спортски аутомобил Тесла родстер као пробни терет.
Спејс екс је највећи приватни произвођач ракетних мотора на свету, а уједно и носитељ рекорда за највиши омер потиска и тежине за ракетни мотор (Мерлин 1D). Произвео је више од 100 оперативних Мерлин 1D мотора. Сваки Мерлин 1D мотор може вертикално да подигне тежину од 40 просечних породичних аутомобила. У комбинацији, 9 Мерлин мотора у првој фази Фалкон 9 производе негде од 5,8 до 6,7 мегањутна потиска, у зависности од надморске висине.
На Маска је утицао циклус Задужбина писца Ајзака Асимова и истраживање свемира сматра важним кораком у очувању и ширењу свести људског живота. Маск је рекао да мултипланетарни живот може да служи као заштита од претњи за опстанак људске врсте.
Масков циљ је да смањи цену путовања у свемир за фактор 10. У интервјуу 2011. године, рекао је да се нада да ће послати људе на површину Марса за 10 до 20 година. У биографији коју је написао Ешли Венс, Маск је рекао да жели да успостави колонију на Марсу до 2040. године са популацијом од 80 хиљада, а да због недостатка кисеоника у Марсовој атмосфери сва транспортна средства треба да буду електрична. Маск је, у јуну 2016. године, изјавио да ће први лет без посаде Марсовог колонијалног транспортера бити 2022. године, а при лет са посадом 2024. године. У септембру 2016. године, Маск је открио детаље свог Међупланетарног транспортног система. До 2016. године, Масков приатни фонд држи 54% деоница Спејс екса, што одговара 78% деоница са правом гласа.
Крајем 2017. године, Спејс екс је представио дизајн своје нове генерације лансирних возила и система свемирских летелица - БФР („Big Falcon Rocket”) - који ће подржати све могућности пружања услуга лансирања Спејс екса, са једним скупом веома великих возила: Земљина орбита, Лунарна орбита, међупланетарне мисије, па чак и интерконтинентални превоз путника на Земљи и потпуно заменити Фалкон 9, Фалкон Хеви и Драгон возила у 2020-им. БФР ће имати пречник језгра 9 m. Значајан развој возила почео је 2017. године, док је развој ракетних мотора почео 2012. године.

### Тесла
Фебруара 2004. године, Маск је инвестирао у компанију Тесла Моторс и придружио се управном одбору као његов председник. Маск је имао активну улогу у компанији и детаљно је надгледао дизајн Родстер возила, али није био добро укључен у свакодневно пословање. Након финансијске кризе 2008. године, Маск преузима руководство над компанијом као генерални извршни директор и архитекта производа, позиције које држи и данас.
Компанија је прво конструисала електрични спортски аутомобил, Тесла Родстер, 2008. године и продала око 2500 возила у 31 земаља. Компанија је почела испоруку Модела С седана са четворо врата 22. јуна 2012. године. Затим је представљен трећи производ, Модел икс, који је био усмерен ка SUV тржишту у фебруару 2012. године. Лансирање Модела икс ипак је одложено за септембар 2015. године. Осим сопствених аутомобила, Тесла продаје електричне погонске склопове Daimler-u за Смарт ЕВ, Мерцедесу Б-класе на електрични погон и Мерцедесу А-класе као и Тојоти за RAV4 EV. Маск је успео да доведе обе компаније као дугорочне инвеститоре у Тесла компанију.
Маск је фаворизовао производњу компактног Тесла модела у вредности од 30 хиљада америчких долара и производњу и продају компонената електричних погонских склопова тако да други произвођачи аутомобила могу производити електрична возила по повољним ценама без потребе да производе сопствене погонске склопове. То је довело до производње Модела 3 који има планирану основну цену од 35 хиљада долара.
- Маск посматра демо монтажу на поновном отварању фабрике NUMMI, познату као Тесла фабрика у Фримонту, Калифорнија (2010).
- Маск и сенаторка Дајен Фејнстајн поред Тесла модела С (2010).
- Маск стоји поред Тесла модела С (2011).

### SolarCity
Маск је обезбедио основни концепт и финансијски капитал за SolarCity који су 2006. године суосновали његови рођаци Линдон и Питер Рив. До 2016. године компанија је била други највећи снабдевач соларних система у Сједињеним Америчким Државама. Компанију је купио Тесла моторс 2016. године и тренутно је у потпуности у његовом власништву. Основни мотив за оснивање SolarCity и Тесла моторс била је помоћ у борби против глобалног загревања.

### Хајперлуп
Маск је, 1. августа 2013. године, представио концепт за систем брзог транспорта који укључује цеви са смањеним притиском у којима капсуле лебде на танком слоју ваздуха које покрећу линеарни индукциони мотор и компресори. Истакнута је и фиктивна рута где би овакав транспортни систем могао да буде изграђен: између Лос Анђелеса и заливске области Сан Франциска.
Илон Маск је доделио десетак инжењера из Тесле и Спејс икса који су девет месеци радили, успостављајући концепцијске основе и креирање дизајна за транспортни систем. Рани дизајн система објављен је на блоговима Тесле и Спејс икса. Масков предлог, уколико је технолошки изводљив по цени коју је навео, би учинио Хајперлуп јефтинијим од било ког другог начина транспорта на великим раздаљинама. Прелиминарне процене трошкова за ову ЛА-СФ предложену руту су 6 милијарди долара - премда су аналитичари за транспорт исказали сумњу да би се систем могао изградити у оквиру тог буџета.
Неки стручњаци су скептични, рекавши да предлози игноришу трошкове и ризике развоја технологије и да је идеја „потпуно непрактична”. Такође су изложене тврдње да је систем превише подложан поремећајима због прекида напајања или терористичких напада како би се сматрао поузданим.

### OpenAI
У децембру 2015. године, Маск је најавио отварање OpenAI, непрофитне компаније за истраживање вештачке интелигенције. Компанија има за циљ развој вештачке интелигенције на начин који је безбедан и користан за човечанство.
Омогућавајући да вештачка интелигенција буде доступна за све, OpenAI жели да „неутралише велике корпорације које могу добити превелику моћ поседујући супер-интелигентне системе посвећене профиту, како и владе које могу да користе вештачку интелигенцију да стекну моћ и да чак потлаче своје грађане”. Маск је рекао да жели да избегне концентрацију моћи. 2018. године напустио је одбор OpenAI да би избегао „потенцијални будући сукоб” са улогом извршног директора Тесле.

### Neuralink
Године 2016., Маск је суосновао Neuralink, компанију за неуротехнологију, која има за циљ да интегрише људски мозак са вештачком интелигенцијом. Компанија, која је у раној фази, је концентрисана на стварање уређаја који могу да буду имплементирани у људски мозак, са сврхом да повеже људе са софтвером и да се одржава корак са напретком вештачке интелигенције. Ова побољшања би могла да унапреде меморију или да омогуће директније повезивање са рачунарским уређајима. Маск види Neuralink и OpenAI као повезане компаније: „OpenAI је непрофитна компанија посвећена смањењу опасности од вештачке интелигенције, док Neuralink ради на начинима да усади технологију у наш мозак и тако направи интерфејс мозак-рачунар... Neuralink дозвољава нашем мозгу да одржава корак у трци интелигенције. Машине не могу да нас надмудре ако имамо све што оне имају плус све што имамо ми. Барем ако претпоставите да је оно што ми имамо заправо предност”.

## Политички ставови
Маск је себе описао као „полу демократа, полу републиканац”. У децембру 2016. године постао је члан две тадашње саветодавне комисије новоизабраног председника Доналда Трампа, али је поднео оставку из обе као знак протеста због одлуке америчког председника да повуче САД из Париског споразума о климатским променама. Подстакнут настанком самоуправљајућих аутомобила и вештачке интелигенције, Маск је изразио подршку универзалном основном дохотку.
Пре избора Доналда Трампа за председника Сједињених Држава, Маск је критиковао кандидата. Након Трампове инаугурација Маск је изразио одобрење избора председника да постави Рекса Тилерсона на позицију државног секретара и прихватио позив да се појави на комисији која саветује председника. Поводом сарадње са Трампом накнадно је коментарисао да „што више гласова разума председник чује, то боље”.

## Лични живот

### Филантропске активности
Маск је председник Фондације Маск, која усредсређује своје филантропске напоре ка снабдевању подручја катастрофа соларном енергијом. У јулу 2011. године, Фондација Маск је донирала 250.000 америчких долара за пројект соларне енергије у Соми (Јапан), граду који је недавно опустошио цунами. У јулу 2014. године, Маска су карикатуриста Метју Инман и Вилијам Тербо, унук Николе Тесле, питали да донира 8 милиона америчких долара за конструкцију Научног Центра Тесла у Ворденклифу. На крају, Маск се сложио да донира 1 милион за пројекат и додатно се обавезао да изгради Тесла Суперпуњач на паркингу испред музеја. Маск је донирао 10 милиона америчких долара институту Будућност живота у јануару 2015. године како би водио глобални истраживачки програм који има за циљ да одржи вештачку интелигенцију корисном за човечанство.
Од марта 2015. године, Маск је повереник Фондације X Prize и потписник кампање The Giving Pledge.

### Породица
Маск је упознао своју прву жену, канадску књижевницу Џастину Маск, док су обоје студирали на Универзитету Квинс у Онтарију. Венчали су се 2000. године, а развели 2008. године. Њихов први син, Невада Александар Маск, умро је од синдрома изненадне смрти одојчеда када је имао 10 недеља. Касније су путем вантелесне оплодње добили пет синова- близанце 2004. године и тројке 2006. године. Маск и Џастина деле старатељство над свом петорицом синова.
Године 2008. Маск је отпочео везу са енглеском глумицом Талулом Рајли са којом се венчао 2010. године. Пар се разишао 2012. године, а 2013. су се поново венчали. Маск је попунио папире за други развод у децембру 2014. године, међутим, захтев је повучен. Медији су објавили у марту 2016. године да је разводни поступак поново у току, али је овога пута Рајлијева поднела папире за развод од Маска. Развод је завршен крајем 2016. године.
Маск је отпочео везу са америчком глумицом Амбер Херд 2016. године, али су се растали годину дана касније. 7. маја 2017. године Маск и канадска уметница Грајмс открили су да су отпочели везу.
Маск и канадска музичарка Грајмс су 7. маја 2018. године открили да су у вези. Грајмс је 8. јануара 2020. године објавила да она и Маск очекују своје прво дете, а 4. маја 2020. године родила је сина. Маск је сину дао име „X Æ A-12”, које није легално име у Калифорнији јер садржи карактер који није део енглеског алфабета (Æ).